# Hickmanoxyomma goedei
Hickmanoxyomma goedei is een hooiwagen uit de familie Triaenonychidae.